# Merkenstein (Herrschaft)
Die Herrschaft Merkenstein war eine Grundherrschaft im Viertel unter dem Wienerwald im Erzherzogtum Österreich unter der Enns, dem heutigen Niederösterreich.

## Ausdehnung
Die Herrschaft, welcher auch Kottingbrunn und Großau angehörten sowie das Gut Steinhof, umfasste zuletzt die Ortsobrigkeit über Gainfarn, Großau, St. Veit an der Triesting, Unter-Berndorf, Pottenstein, Dorf und Amt Furth mit den Rotten Amöd, Aggsbach, Dürnthal, Eberbach, Hof, Mieselbach, Niemthal, Oed, Rehgras und Mayerhof, Dorf und Amt Muggendorf mit den Rotten Grabenweg, Kreuth, Steinwandgraben und Thal, Kottingbrunn, Wagram und Alland. Der Sitz der Verwaltung befand sich im Schloss Gainfarn.

## Geschichte
Letzter Inhaber der Allodialherrschaft war der Diplomat Joachim Eduard Graf von Münch-Bellinghausen (1786–1866), bevor die Herrschaft nach den Reformen 1848/1849 aufgelöst wurde.